# Клеон, Остин
Остин Клеон (англ. Austin Kleon; 16 июня 1983, Серклвилл, Огайо, США) — писатель и художник. Автор бестселлеров «Кради как художник», манифеста о творчестве в цифровую эпоху; «Покажи свою работу», о том, как стать известным; и Newspaper Blackout, оригинального сборника стихотворений из газетных статей.

## Биография
Окончил университет Майами. До того, как стать известным, работал библиотекарем, веб-дизайнером и рекламным копирайтером. Живет в Огайо, штат Техас, вместе с женой и сыновьями. Книги Клеона переведены на множество языков. Атлантик называл его «одним из самых интересных людей в интернете». Выступает с лекциями о творчестве на мероприятиях Pixar, Google, SXSW, TEDx.

## Интересные факты
Среди его любимых книг сказки о Муми-троллях, комикс «Песочный человек», «Прошу, убей меня!» об истории панка, «Молчание ягнят», биография Селин Дион, «Моби Дик», The Medium is the Massage Маршалла Маклюэна, «Просто дети» Патти Смит и «Гарри Поттер и Дары смерти».